# أندرسون تياغو دي سوزا
أندرسون تياغو دي سوزا (بالبرتغالية: Anderson Thiago de Souza‏) هو لاعب كرة قدم برازيلي في مركز الهجوم، ولد في 12 يوليو 1984 في ساو باولو في البرازيل. لعب مع نادي أفاي لكرة القدم ونادي كورينثيانس ألاغوانو.

## وصلات خارجية
- أندرسون تياغو دي سوزا على موقع قاعدة بيانات كرة القدم.إي يو (الإنجليزية)
- أندرسون تياغو دي سوزا على موقع Soccerway.com (الإنجليزية)